# الحزب الشعبي الثوري في بنين
الحزب الشعبي الثوري في بنين (بالفرنسية: Parti de la Révolution Populaire du Bénin)‏ كان حزبًا سياسيًا في جمهورية بنين الشعبية. تأسس في عام 1975 من قبل الجنرال ماثيو كيريكو. مع الدستور الجديد الصادر في 30 نوفمبر 1975، أصبح هو الحزب القانوني الوحيد في البلاد.  من الناحية الأيديولوجية، كان الحزب ملتزمًا بالماركسية اللينينية.
في الانتخابات البرلمانية لعام 1979 و1984 و1989، كان هو الحزب الوحيد المتنافس. في عام 1979 حصلت قوائم الحزب على 1,243,286 صوتًا (97.9 ٪)، وفي عام 1984 حصلت قوائم الحزب على 1,811,208 صوتًا (98.1 ٪) وفي عام 1989 حصلت قوائم الحزب على 1,695,860 صوتًا (89.6 ٪). 
في عام 1989، تخلى الحزب عن الماركسية اللينينية كأيديولوجية له. وظل القوة الحاكمة في بنين حتى عام 1990.  تم حل الحزب عام 1990 وخلفه اتحاد قوى التقدم. 

## التاريخ الانتخابي

### انتخابات رئاسية
| انتخابات                                  | مرشح الحزب                                | أصوات                                     | %                                         | النتيجة                                   |
| رئيس منتخب من قبل الجمعية الوطنية الثورية | رئيس منتخب من قبل الجمعية الوطنية الثورية | رئيس منتخب من قبل الجمعية الوطنية الثورية | رئيس منتخب من قبل الجمعية الوطنية الثورية | رئيس منتخب من قبل الجمعية الوطنية الثورية |
| ----------------------------------------- | ----------------------------------------- | ----------------------------------------- | ----------------------------------------- | ----------------------------------------- |
| 1980                                      | ماثيو كيريكو                              | 336                                       | 100%                                      | انتخب                                     |
| 1984                                      | ماثيو كيريكو                              | 196                                       | 100%                                      | انتخب                                     |
| 1989                                      | ماثيو كيريكو                              | 206                                       | 100%                                      | انتخب                                     |

### انتخابات الجمعية الوطنية الثورية
| انتخابات | رئيس الحزب   | أصوات     | %     | المقاعد   |
| -------- | ------------ | --------- | ----- | --------- |
| 1979     | ماثيو كيريكو | 1,248,613 | 98.3% | 336 / 336 |
| 1984     | ماثيو كيريكو | 1,811,808 | 98.2% | 196 / 196 |
| 1989     | ماثيو كيريكو | 1,695,860 | 89.6% | 206 / 206 |